# Dabaizhuang
Dabaizhuang är en köping i Kina. Den ligger i storstadsområdet Tianjin, i den norra delen av landet, omkring 40 kilometer nordost om stadens centrum. 